# 宽甸镇
宽甸镇，是中华人民共和国辽宁省丹东市宽甸满族自治县下辖的一个乡镇级行政单位。

## 行政区划
宽甸镇下辖以下地区：
新华社区、安居社区、三江社区、北营社区、城东社区、公园社区、铁南社区、府前社区、北环社区、中心社区、铁长社区、城厢村、东门外村、西门外村和欢喜岭村。